# І ось прийшов Бумбо...
«І ось прийшов Бумбо…» (рос. «И вот пришел Бумбо…») — радянський повнометражний кольоровий широкоформатний художній фільм-казка, поставлений на Кіностудії «Ленфільм» в 1984 році режисером Надією Кошеверовою за мотивами оповідання Олександра Купріна «Слон» і його ранніх оповідань.

## Сюжет
Коли маленька дівчинка захворіла, то ліки і медицина не могли їй допомогти. Батько дуже переживав, але знайомий Костя, який працює в цирку, розповів Олександрі про слона на ім'я Бумбо. Це викликало у дитини непідробний інтерес. Вона захотіла, щоб Бумбо прийшов до неї. Завдяки добрим і чуйним людям мрії дитини збулися, а хвороба відступила.

## Ролі
- Наташа Шінакова — Олександра
- Олег Басилашвілі — Ілля Митрофанович, батько Олександри
- Валерій Золотухін — Костя, колишній студент-медик, прибиральник у цирку
- Тетяна Пельтцер — бонна, німкеня-вчителька
- Світлана Немоляєва — Ніка, сестра матері Олександри
- Зіновій Гердт — директор пересувного цирку-шапіто
- Олександр Панкратов-Чорний — Ахмет, дресирувальник слона Бумбо
- Сергій Філіппов — шпрехшталмейстер
- Сергій Паршин — Рауль де Бражелон
- Георгій Штиль — Костоломов
- Світлана Карпинська — гувернантка Олександри
- Ольга Волкова — своячка

## В епізодах
- А. Адашевський
- Борис Буланкин
- Річард Богуцький
- Олег Василюк
- Юрій Гончаров
- Юрій Гамзін
- Юрій Герцман
- Л. Жорина
- Фаїна Костіна
- В'ячеслав Логінов
- Валерій Миронов
- Марк Нікельберг
- Р. Новикова
- В'ячеслав Полунін — клоун
- Ростислав Рахт
- Володимир Севостьяніхін
- Анатолій Сливников — борець в цирку
- Георгій Тейх
- Віра Титова — Фекла, служниця
- Любов Тищенко
- Адольф Шестаков
- Альфред Шаргородський
- Наталія Іохвідова — епізод масовки в цирку (у титрах не вказана)
- Альгімантас Масюліс — директор школи (у титрах не вказаний)

- Артисти цирку: В. Аврамов, Костянтин Васильєв (клоун), Анатолій Векшин (клоун), Б. Воробйов, Л. Карякіна, Віктор Цвітков (жонглер на моноциклі), В. Цвіткова

## Знімальна група
- Автори сценарію - Юлій Дунський, Валерій Фрід
За мотивами оповідань Олександра Купріна
- Режисер-постановник - Надія Кошеверова
- Оператор-постановник - Едуард Розовський
- Художники-постановники - Марина Азізян, Ігор Вускович
- Композитор - Мойсей Вайнберг
- Звукооператори - Бетті Лівшиць, Семен Шумячер
- Редактор - Олександр Безсмертний
- Консультанти - А. Соснін, В. Лопухін
- Режисери - Валерій Апананський, Н. Окунцова
- Оператор - С. Палаців
- Монтаж - Зінаїда Шейнеман, Олени Кареліної
- Костюми - Ірини Каверзіної
- Ляльки - Маргарити Ясинської
- Грим - Б. Соловйова
- Комбіновані зйомки:
  - Оператор - Георгій Сенотов
  - Художник - Н. Кривошієв
- Дресирувальник слона - Анатолій Корнілов
- Режисер-стажер — Сергій Снєжкін
- Художники-декоратори - Е. Орман, Ю. Ротін
- Асистенти:
  - режисера - Е. Бєльська
  - оператора - Т. Плюсніна, С. Іванов, А. Торопов
  - художника по костюмах — Тамара Сеферян
  - звукооператора - Леонід Ізаков
- Помічники режисера - Т. Дмитрієва, О. Ардашнікова
- Художник-фотограф - Аркадій Загер
- Майстер світла - В. Наумов
- Майстер цветоустановкі - І. Ємельянова
- Симфонічний оркестр Ленінградської державної філармонії
  - Диригент - Павло Бубельніков
- Організатори виробництва - В. Самойлов, Н. Карпова, Г. Крутивус, Т. Логінова
- Директор картини - Р. Вольман